# Polygyra chiapensis
Polygyra chiapensis is een slakkensoort uit de familie van de Polygyridae. De wetenschappelijke naam van de soort werd voor het eerst geldig gepubliceerd in 1856 door L. Pfeiffer.